# Stroudia striatella
Stroudia striatella är en stekelart som beskrevs av Giordani Soika 1976. Stroudia striatella ingår i släktet Stroudia och familjen Eumenidae. Inga underarter finns listade i Catalogue of Life.